# Bloodhound Gang
Bloodhound Gang – amerykański zespół grający muzykę rap rock z domieszką muzyki elektronicznej i punk rocka. Założony został w 1992 roku przez Jimmy’ego Popa i Daddy Long Legs. BHG słynie przede wszystkim ze swoich specyficznych i humorystycznych tekstów piosenek, zabawnych teledysków oraz niecodziennego zachowania na scenie. Teksty piosenek traktują głównie o seksie, często mają charakter pornograficzny. Szacuje się, iż zespół sprzedał dotąd ponad 5 mln swoich płyt na całym świecie.
Zespół Bloodhound Gang był często gościem programu „Viva la Bam” emitowanego na antenie MTV. Jego członkowie są kolegami Bama Margery, głównej gwiazdy programu „Viva la Bam”, który wystąpił także w teledysku do ich utworu „Foxtrot Uniform Charlie Kilo”.

## Historia

### Początki
Zespół powstał na początku roku 1992 z inicjatywy Daddy Long Legs w Pensylwanii i na początku nazywał się Bang Chamber 8 (zespół wydał później demo o tym samym tytule). Początkowo duet składał się z Daddy Long Legs i Jimmy’ego Popa, którzy spotkali się w Perkiomen Valley High School.
Pierwszy występ odbył się w domu Evila Jareda Hasselhoffa, z którym Jimmy był zaprzyjaźniony od 1993 roku. Z wielu krótkich, nieoficjalnych występów, nieudolnych prób i improwizacji powstało Just Another Demo. W tym czasie BHG dało kilka comiesięcznych koncertów w elitarnym klubie CBGB’s w Nowym Jorku.
W kwietniu 1994 zespół wydał swoje kolejne demo The Original Motion Picture Soundtrack to Hitler’s Handicapped Helpers, co zaowocowało kontraktem z wytwórnią płytową Cheese Factory Records. Latem tego samego roku Jimmy wystąpił w skonstruowanym niezależnie przez filmowca amatora Kurta Fitzpatricka filmie The Chick That Was Naked. Ścieżka dźwiękowa do tego filmu zawierała jedną z piosenek BHG.
W listopadzie 1994 grupa wydała minialbum (EP) – Dingleberry Haze.

### Okres Use Your Fingers
W marcu 1995 zespół podpisał kontrakt z wytwórnią płytową Columbia Records, która wydała pierwszy album – Use Your Fingers. BHG rozpoczął także trasę po USA. W międzyczasie grupę opuścili Daddy Long Legs i M.S.G., zaś ich miejsce w ostatniej chwili zajęli Evil Jared Hasselhoff i Tard-E-Tard, który wraz ze Skipem O’Pot2Musem opuścili zespół po zakończeniu trasy koncertowej po Stanach Zjednoczonych.

### Okres One Fierce Beer Coaster
W marcu 1996 grupa wydała swój drugi album długogrający – One Fierce Beer Coaster, wydany przez Cheese Factory Records (później Republic Records) i ponowiony przez Geffen Records w roku 1998. Album zawierał całkiem nowe brzmienie, gdyż zespół od koncepcji rapu przeszedł do rapcore’u, a nawet dynamicznego rocka, co zaskarbiło im sobie wielu nowych fanów. Album zawierał wiele hitów, m.in. Fire Water Burn, które pojawiło się na ścieżce dźwiękowej do filmu Fahrenheit 9.11 z 2004 roku. Latem 1996 Jimmy wystąpił w filmie Kurta Fitzpatricka pt. Kin, w którym ponownie użyto kilku piosenek BHG.

### Okres Hooray for Boobies
29 lutego 2000 roku zespół wydał trzeci swój album – Hooray for Boobies. Grupa odbyła dwie promujące album trasy koncertowe po Europie. Dwa utwory z albumu, The Bad Touch i Along Comes Mary zdobyły wysokie miejsca na listach przebojów – przede wszystkim w Niemczech. Album rozszedł się w kilku milionach egzemplarzy. Kilka utworów znalazło się w ścieżkach dźwiękowych filmów.

### One Fierce Beer Run
W 2003 roku zespół wydał DVD pt. One Fierce Beer Run, ukazujące zespół podczas trasy promującej album One Fierce Beer Coaster.

### Okres Hefty Fine
Ostatni jak na razie album grupy został wydany w dniu 27 września 2005 roku. Pierwotny tytuł płyty, Heavy Flow, został skasowany i zmieniony na Hefty Fine gdy okazało się, że Moby nagrał w międzyczasie piosenkę o takim właśnie tytule. Pierwszy singel z płyty, Foxtrot Uniform Charlie Kilo zdobył sobie dużą popularność, zarówno w USA, jak i w Europie. Uhn Tiss Uhn Tiss Uhn Tiss, które zostało wykorzystane w reklamie firmy Blaupunkt, błyskawicznie pojawiło się wraz z ocenzurowanym teledyskiem na MTV i kilku innych muzycznych kanałach telewizyjnych. Ostatni singel z płyty, No Hard Feelings szybko dostał się do elitarnej listy utworów reprezentujących nowy nurt rockowy pt. Modern Rock Top 50. W utworze Something Diabolical można usłyszeć głos Ville Valo, wokalisty zespołu HIM.
W tym czasie grupa zaczęła występować w programie Bama Margery pt. Viva la Bam oraz Jackass. Bam Margera był gościem na teledysku do piosenki Foxtrot Uniform Charlie Kilo. Niektórzy członkowie zespołu (w tym Jimmy Pop i Evil Jared Hasselhoff) wystąpili również w takich programach jak CKY4, The Howard Stern Show i Dudesons.

## Kontrowersje
Kontrowersje wokół tekstów piosenek BHG zaczęły się już podczas nagrywania płyty One Fierce Beer Coaster, kiedy to Geffen Records odmówiło wydania na niej utworu Yellow Fever, gdyż jego tekst traktował o odbywaniu stosunku z Azjatką. Utwór można usłyszeć jedynie na pierwotnej wersji wydanej przez Republic Records z roku 1996.
Kilka teledysków zespołu (m.in. Uhn Tiss Uhn Tiss Uhn Tiss i The Bad Touch) zostało wydanych w dwóch wersjach – ocenzurowanej i nieocenzurowanej po to, by zaakcentować fakt, iż teledyski BHG są dość obraźliwe i obfitują w pornografię.

### Incydent wNiemczech
Evil Jared Hasselhoff podczas występu w programie TV Total w niemieckiej stacji ProSieben w pewnej chwili wstał z kanapy zajmowanej przez zespół, wyszedł na środek studia i zdarł z siebie ubranie, po czym przybrał pozę znajdującego się tam posągu. Scena ta obiegła całe Niemcy i świat muzyczny. Na zakończenie programu Hasselhoff, mimo sprzeciwów prowadzącego, wyciągnął przez rozporek jądro, na którym miał namalowane logo programu.

### Incydent wKijowie
W czasie koncertu 30 lipca 2013 w Kijowie ten sam członek grupy oddał mocz na flagę Ukrainy.

### Incydent naUkrainie
W czasie koncertu w Odessie 31 lipca 2013 roku w klubie „Ibica”, Evil Jared Hasselhoff ze słowami „Nie mówcie o tym Putinowi” włożył flagę Rosji do spodni, wyciągnął z drugiej strony i rzucił w stronę widowni.
Poskutkowało to odwołaniem koncertu mającego odbyć się w trakcie festiwalu rockowego Kubana w Anapie, w Rosji.

## Skład
Obecni członkowie

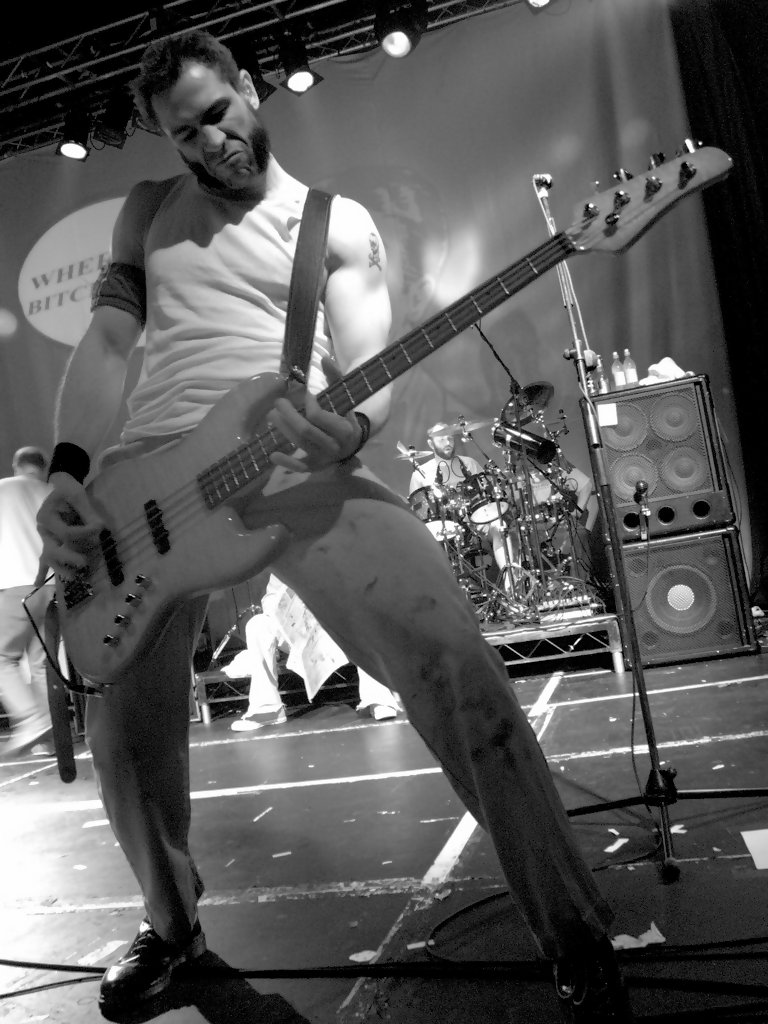
Evil Jared Hasselhoff

- Jimmy Pop (założyciel) – śpiew, gitara (od 1992)
- DJ Q-Ball – DJ, śpiew (od 1993)
- Daniel P Carter – gitara (od 2009)
- Evil Jared Hasselhoff – gitara basowa (od 1995)
- The Yin – perkusja (od 2005)

Byli członkowie
- Daddy Long Legs (założyciel) – śpiew, gitara basowa, DJ (1992–1995)
- Spanky G – perkusja (1995–1999)
- M.S.G. – DJ (1992–1993)
- Skip O’Pot2Mus – perkusja (1992–1995)
- Tard-E-Tard – DJ (1993, 1995)
- Willie The New Guy – perkusja (1999–2005)
- Lüpüs Thünder – gitara (1993 – 2008)

## Dyskografia

### Demo
- 1991 – Bang Chamber 8
- 1993 – Just Another Demo
- 1994 – The Original Motion Picture Soundtrack to Hitler’s Handicapped Helpers

### Albumy
- 1994 – Dingleberry Haze (EP)
- 1995 – Use Your Fingers
- 1996 – One Fierce Beer Coaster
- 1999 (Europa), 2000 USA – Hooray for Boobies (złota płyta w Polsce[16])
- 2005 – Hefty Fine
- 2015 – Hard-Off

### Single
- 1995 – Mama Say
- 1995 – Kids Incorporated
- 1996 – Fire Water Burn
- 1997 – I Wish I Was Queer So I Could Get Chicks
- 1997 – Why’s Everybody Always Pickin’ On Me?
- 1999 – Along Comes Mary
- 1999 – The Bad Touch
- 1999 – Three Point One Four (tylko USA)
- 2000 – The Ballad of Chasey Lain
- 2000 – Mope
- 2000 – The Inevitable Return of the Great White Dope
- 2005 – Pennsylvania (tylko USA)
- 2005 – Foxtrot Uniform Charlie Kilo
- 2005 – Uhn Tiss Uhn Tiss Uhn Tiss
- 2006 – No Hard Feelings
- 2007 – Screwing You on the Beach at Night
- 2010 – Altogether Ooky

## Wideografia
- 1995 – Mama Say – 2 wersje
- 1996 – Fire Water Burn
- 1997 – Kiss Me Where It Smells Funny – 2 wersje
- 1997 – Why's Everybody Always Pickin' On Me
- 1997 – I Wish I Was Queer So I Could Get Chicks
- 1997 – Boom
- 1999 – Along Comes Mary
- 2000 – The Bad Touch – 4 wersje
- 2000 – The Ballad Of Chasey Lain
- 2000 – Mope
- 2000 – The Inevitable Return Of The Great White Dope – 2 wersje
- 2000 – Yummy Down On This – nigdy nie ujrzał światła dziennego
- 2003 – One Fierce Beer Run – DVD
- 2005 – Foxtrot Uniform Charlie Kilo
- 2005 – Uhn Tiss Uhn Tiss Uhn Tiss – 2 wersje
- 2006 – No Hard Feelings – nigdy nie ujrzał światła dziennego
- 2007 – Screwing You on the Beach at Night
- 2010 – Altogether Ooky